# Escut de Cerdanyola del Vallès

Escut oficial de Cerdanyola del Vallès

L'escut oficial de Cerdanyola del Vallès té el següent blasonament:
Escut caironat partit: 1r. d'argent, un lleó d'atzur coronat d'or armat i lampassat de gules i la bordura dentada d'atzur; i al 2n d'or, 4 pals de gules; ressaltant sobre la partició un pal de sinople carregat d'una espasa d'argent guarnida d'or. Per timbre una corona de marquès.

## Història
Va ser aprovat el 7 de juliol de 1987 i publicat al DOGC el 21 d'agost del mateix any amb el número 880.
L'escut representa diversos aspectes de la història de la localitat: el lleó prové de les armes dels Marimon, marquesos de Cerdanyola; l'espasa és l'atribut de sant Martí, patró de la vila; finalment els quatre pals de Catalunya, en record de l'antic palau reial de Valldaura.